# Fabio Fabiani
Fabio Fabiani (* 13. Oktober 1974 in Ravenna) ist ein italienischer Automobilrennfahrer. Er nahm von 2009 bis 2011 an einigen Rennen der Tourenwagen-Weltmeisterschaft (WTCC) teil.

## Karriere
Fabiani begann seine Motorsportkarriere 1994 im Motorradsport. 2005 wechselte er in den Automobilsport und war zunächst in kleineren Rennserien aktiv. 2007 startete er im European Touring Car Cup (ETC-Cup) und wurde Sechster in der Super-Production-Wertung. 2008 nahm er wieder am ETC-Cup teil und gewann den Meistertitel der Super-Production-Wertung.

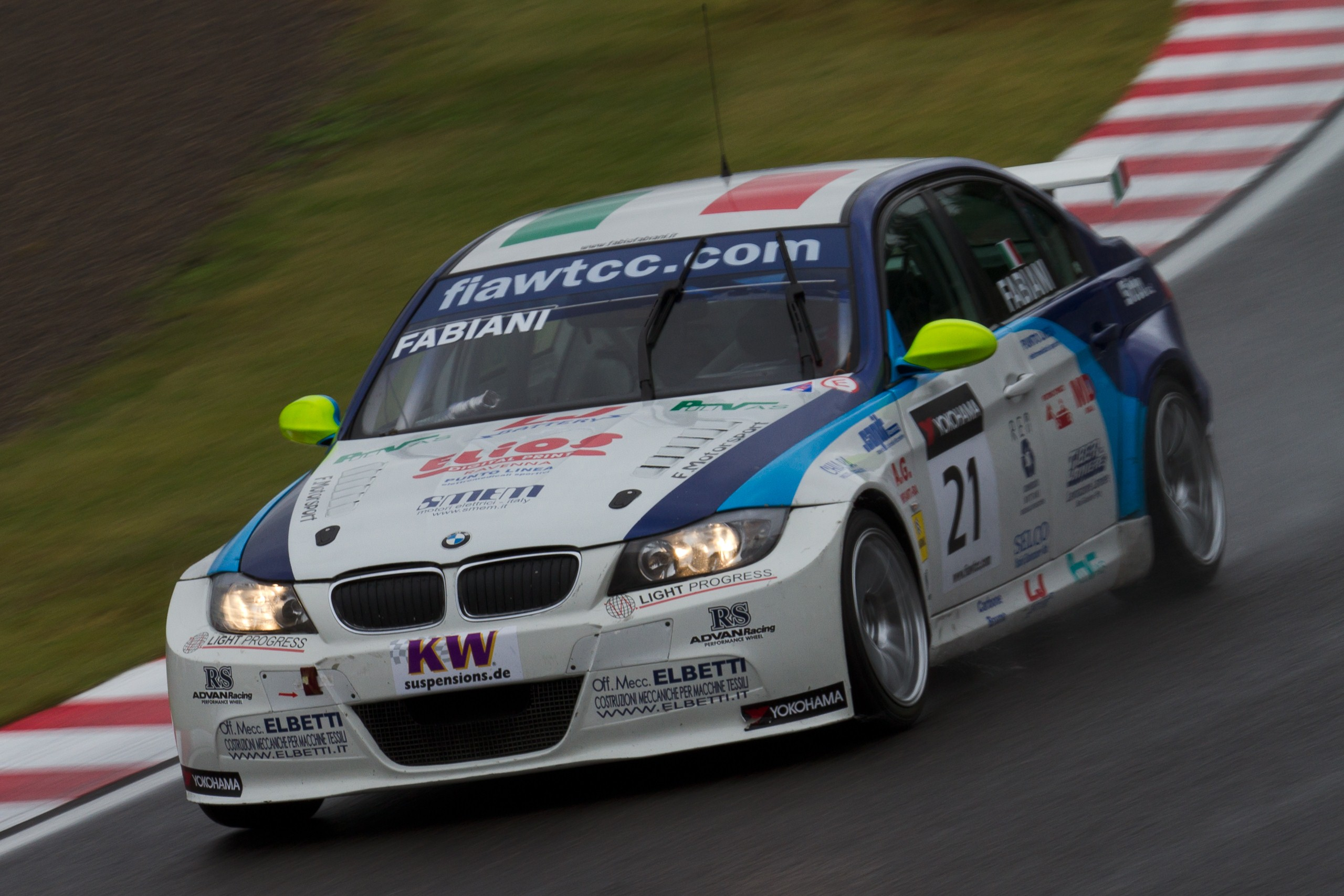
Fabiani im Training zum WTCC-Lauf in Japan 2011, zu dem er sich nicht qualifizierte

2009 nahm Fabiani für die Scuderia Proteam Motorsport in einem BMW 320si an zwei Rennen der Tourenwagen-Weltmeisterschaft (WTCC) teil. Mit einem 17. Platz als bestes Ergebnis blieb er ohne Punkte. 2010 trat Fabiani für die Scuderia Proteam Motorsport zu insgesamt sechs WTCC-Rennen an. Mit Platz 15 als bestes Ergebnis beendete er seine zweite WTCC-Saison erneut ohne Punkte. 2011 nahm Fabiani für Proteam Motorsport erneut an mehreren WTCC-Rennen teil. Er pilotiert weiterhin einen BMW 320si, der noch mit dem alten 2-Liter-Saugmotor ausgerüstet war. Damit war er für die interne Jay-Ten Trophy punkteberechtigt, in der er mangels Konkurrenz sogar vier Klassensiege schaffte. Zwei dieser Siege erzielte er als einziger Starter in dieser Wertung. Fabiani fuhr dem Feld jedoch in der Regel hinterher und fiel regelmäßig durch Dreher auf. Dadurch erarbeitete er sich den Ruf als inoffizieller „Dreherkönig“ der WTCC. Obwohl er im Qualifying häufig keine Rundenzeit innerhalb der 107-Prozent-Regel schaffte, ließ die Rennleitung ihn dennoch lange Zeit zu den Rennen starten. Nachdem er 2011 in Suzuka erneut an der 107-Prozent-Regel gescheitert war, griff die Rennleitung erstmals durch und ließ ihn nicht an den Rennen teilnehmen. Er verlor daraufhin sein Cockpit bei Proteam Motorsport. Fabiani nahm schließlich noch für Engstler Motorsport an einer weiteren WTCC-Veranstaltung teil. Dabei gelang es ihm, in der Jay-Ten Trophy genügend Punkte zu erzielen, um die Wertung zu gewinnen. Fabiani profitierte davon, dass die meisten Stammpiloten bereits nach dem dritten Rennwochenende nicht mehr mit einem alten Motor fuhren und er in der zweiten Saisonhälfte nur Piloten, die an maximal zwei Veranstaltungen teilnahmen, als Gegner in dieser Wertung hatte. In der Weltmeisterschaft war Fabiani, der zu zwei Veranstaltungen nicht antrat, mit einem 13. Platz als bestes Resultat ohne Punkte.

## Karrierestationen
- 2007: ETC-Cup, Super Production (Platz 6)
- 2008: ETC-Cup, Super Production (Meister)
- 2009: WTCC
- 2010: WTCC
- 2011: WTCC